# نبات (فیلم ۱۳۹۸)
نبات فیلمی ایرانی در ژانر درام به نویسندگی و کارگردانی پگاه ارضی و به تهیه‌کنندگی هوشنگ نوراللهی است که در سال ۱۳۹۸ به نمایش درآمد. بازیگران این فیلم شهاب حسینی، نازنین فراهانی و ستایش محمودی هستند. این فیلم برای نخستین بار در اردیبهشت ۱۳۹۸ در بخش بازار جشنواره جهانی فیلم فجر به نمایش درآمد.

## خلاصه فیلم
سعید، مرد چهل و چهار ساله‌ای که همسرش را سال‌ها پیش در یک سانحه از دست داده، با دختر دوازده ساله‌اش نبات زندگی آرام و شیرینی را در تهران سپری می‌کند. با ورود ناگهانی زنی به نام رویا ، سرنوشت همهٔ آن‌ها دستخوش تغییراتی می‌شود.

## بازیگران
| بازیگر         | نقش  |
| -------------- | ---- |
| شهاب حسینی     | سعید |
| نازنین فراهانی | سایه |
| ستایش محمودی   | نبات |